# Chaouanons
«  Shawnees » redirige ici. Pour les autres significations, voir Shawnee.
Les Chaouanons (le peuple Shawnee, Shawnees en anglais) sont un peuple nord-amérindien, dans l'Ohio, la Virginie occidentale, le Kentucky et la Pennsylvanie. Ils eurent des villages de l'Illinois à New York et aussi loin que dans l'État de Géorgie.
La langue chaouanon fait partie de la famille des langues algonquiennes et est étroitement rapprochée de celle des Mesquakies et des Kickapous.
À l'époque de la Nouvelle-France, on les appelait également des « Chavanons », « Chaȣnons», « Chaȣanons » ou « Chaȣénons ».

## Histoire

### XVIIesiècle
- 1630 : L'année approximative où les Chaouanons ont été expulsés de la vallée de l'Ohio pendant le génocide que l'on appellera Guerres franco-iroquoises.
- 1670 : Les Chaouanons avaient quitté la partie supérieure de la vallée de l'Ohio et s'étaient dispersés en quatre groupes ; Chillicothe et Kispoko autorisés à s'installer sur la rivière Cumberland par les Cherokees comme un tampon contre les Iroquois ; le Cherokee Hathawekela a autorisé les Chaouanons  à s'installer sur la rivière Savannah comme un tampon contre leurs ennemis Catawba.
- 1677 : Les Chaouanons  Piquas s'installent dans l'est de la Pennsylvanie près du Delaware.
- 1683 : Ils s'installent au Pays des Illinois et s'allient avec les Miamis.
- 1684 : Ils sont conduits à l'ouest de la rivière Savannah.
- 1690 : Ils ont commencé à laisser la région des savanes en raison d'attaques des colonisateurs qui ont affamé les Yamasees et les Catawbas ; la plupart sont allés en Pennsylvanie ; les Chaouanons d'Illinois rejoignent d'autres sur la rivière Cumberland.
- 1692 : Les Chaouanons  du Tennessee effectuent un raid sur un village des Cherokees.
- 1694 : Les Chaouanons   de la Pennsylvanie font la paix avec les Iroquois, comprenant l'intention coloniale.
- 1698 : Il y a des conflits violents dans la Confédéré des Illinois.

### XVIIIesiècle
- 1707 : Ils sont expulsés définitivement de Caroline du Sud après avoir été défaits par les Catobas. La plupart émigrent en Pennsylvanie, d'autres au Tennessee, enfin d'autres vont rejoindre la Confédération des Creeks ; les Chaouanons de Cumberland commencent à faire du commerce avec les Français et ils obtiennent un poste de traite à Charleville, près de l'actuelle ville de Nashville.
- 1715 : Les Cherokees et les Chicachas (ou Chickasaws) se joignent pour vaincre les Chaouanons de Cumberland, certains ont rejoint les Creeks, d'autres se déplacent vers le nord au Kentucky.
- 1737 : Les Delaware et Chaouanons perdent leurs terres dans l'Est de la Pennsylvanie, les deux tribus se retirent à l'ouest de la Pennsylvanie et plus tard dans l'Ohio malgré le fait qu'une bande des Chaouanons est allée au sud.
- 1746 : La bande australe fait la paix avec les Cherokees et s'installent dans le bassin de Cumberland
- 1754 : Début de guerre de Sept Ans qui marque le début de la guerre entre les français et les anglais où les peuples autochtones se joignent en vaste majorité aux Français.
- 1755 : Les Britanniques ont brisés un accord de paix pendent une  délégation pacifique de Chaouanons et de Lenapes ; le résultat fut que les Chaouanons et les Delawares ont tué 2 500 colons au cours des deux prochaines années.
- 1756 : Les Chaouanons de Cumberland sont attaqués par les Chicachas (ou Chickasaws), la plupart se retirent dans l'Ohio.
- 1758 : Les autres Chaouanons de Cumberland se joignirent à d'autres Chaouanons de Cumberland en Ohio via l'ouest de la Pennsylvanie.
- 1759 : Avec la paix avec les Britanniques, les raids contre les colons sont arrêtés, par stratégie de guerre contre les français (Traité d'Easton).
- 1760 : 760 prisonniers britanniques sont échangés, mais environ la moitié ont choisi de rester avec les Chaouanons et les Delawares.
- 1762 : Le traité de Lancaster fut rapidement trahi par les Britanniques par la construction du Fort Pitt et une garnison de 200 hommes.
- 1763 : La Rébellion de Pontiac a entraîné la saisie de six ou neuf forts à l'ouest des Appalaches ; Chaouanons, Delawares, et Mingos assiègent Fort Pitt, tuant 600 colons ; l'épidémie de variole a été introduite intentionnellement ; le colonel Henry Bouquet défait les Chaouanons, les Delawares, et les Mingos dans une bataille de deux jours à Bushy Run.
- 1770 : 650 Piquas, Kispokos et Chaouanons quittèrent l'Ohio et se dirigèrent dans le territoire espagnol du Missouri ; Michael Cresap et un groupe de miliciens ont attaqué un groupe commercial de Chaouanons près de Wheeling tuant un de leurs chefs.
- 1773 : Un Chaouanon a tué le fils de Daniel Boone ; de vastes groupes de Chaouanons avaient quitté l'Ohio en et s'installent dans le sud-est du Missouri.
- 1774 : Ils y avaient 50 colons yankees à l'ouest des Appalaches, lorsque les Cherokees avaient vendu leurs droits jusqu'au Kentucky ; les Chaouanons ont subi de lourdes pertes dans la guerre de Dunmore ; le chef Cornstalk signa le Traité de Charlotte qui renonça aux terres au sud de l'Ohio ; les Chaouanons Hathawekelas avaient quitté l'Ohio et se déplacèrent à Upper Creek dans le nord de l'Alabama.
- 1776 : Des guerriers Chaouanons et Cherokees partis en guerre, parcourent le Kentucky tuant des colons ; ils capturent la fille de Daniel Boone et deux de ses amis. Secourus après trois jours, les représailles suivirent.
- 1777 : Le chef Cornstalk se rendit à Fort Randolf (Point Pleasant) pour avertir qu'une partie de son peuple Chaouanon se ralliaient aux Britanniques mais les militaires incrédules l'assassinent ; Cornstalk alors fut remplacé par Blackfish ; Ft. Henry (Wheeling) fut attaqué par 400 Chaouanons qui brûlèrent la colonie ; Simon Girty déserta l'armée continentale et combattit avec les Chaouanons ; Blackfish et Half King, à la tête de 300 Chaouanons, attaquèrent le fort Randolf.
- 1779 : 300 miliciens montés du Kentucky pénétrèrent l'Ohio et brûlèrent le vieux Chillicothe et tuèrent Bal ; Piqua et Kispoko étaient retournés dans l'Ohio, mais bientôt quittèrent pour la Louisiane espagnole ; de grands groupes de Chaouanons avaient quitté l'Ohio et s'installent dans le sud-est du Missouri.
- 1780 : George Rogers Clark a attaqué les villages chaouanons sur la rivière Mad, prenant seulement sept prisonniers.
- 1793 : Le Baron de Carondelet, le gouverneur espagnol de la Louisiane, a donné aux Chaouanons une concession de terre de 25 milles carrés près de Cap-Girardeau dans le Missouri ; les Chaouanons peu disposés à accepter le traité de Greenville les rejoignent.

En 1794, Blue Jacket, également connu sous le nom de Weyapiersenwah, l'un des chefs de la guerre amérindienne du Nord-Ouest est vaincu et se rend au général « Mad » Anthony Wayne à la bataille de Fallen Timbers. Il signe en 1795 le Traité de Greenville cédant la plus grande partie de l'Ohio aux États-Unis. À l'est du Mississippi, la souveraineté indienne est réduite à quelques réserves où ils ont l'obligation de se regrouper Le chef de tribu Tecumseh refuse de signer le traité.
- 1795 : La tribu Hathawekela quitta les Creeks en Alabama et immigra vers la Louisiane espagnole.

### XIXesiècle
- 1800 : Les Kispokothas, Hathawekelas, et Piquas étaient dans le Missouri, et seuls les Chillicothes et Mequachakes demeuraient en Ohio.
- 1802 : Les Chaouanons attaquèrent un important contingent de guerriers à Kaskaskia (en Illinois) faisant des pertes lourdes parmi les combattants.
- 1805 : Lalawethika, (le frère de Tecumseh), un Chaouanon ivre subit un éveil spirituel dans lequel il reçoit une vision religieuse et se déclare un prophète ; ceux qui sont en désaccord avec lui ou sont chrétiens sont susceptibles d'être tués comme des sorciers ou comme traîtres. Tecumseh ajoute un élément politique à la religion de son frère ; une alliance des tribus pour arrêter la cession des terres aux Américains. En 1808, il réunit près de 3 000 guerriers, de différentes tribus, prêts à lutter contre l'expansion américaine. En 1811, il part vers le sud pour tenter de recruter les Chicachas (ou Chickasaws), les Choctaws, Creeks, et Cherokees. Avant de quitter, il donne des instructions précises à son frère qui, pendant son absence, devait éviter toute confrontation avec les Américains. Ignorant les ordres de son frère, le Prophète décide de tuer William Henry Harrison avec un commando suicide lors d'une bataille qui se termine par une impasse, mais les Américains ont perdu 62 hommes et ont 126 blessés. LHarrison fait brûler Prophetstown ruinant l'alliance créée par Tecumseh. Lors de la guerre anglo-américaine de 1812, il contraint le général américain Hull à abandonner sans lutte la ville de Détroit. Cette victoire a pour conséquence d'apporter davantage de guerriers à Tecumseh et déclenche une série de raids contre les forts et les colonies américaines au-delà de la frontière et ce jusqu'au Missouri.

En 1813, 900 miliciens du Kentucky commandés par le général James Winchester sont pris dans une embuscade sur la rivière Raisin par les Chaouanons dans le sud-est du Michigan et 300 sont tués. Tecumseh trouve la mort le 6 octobre 1813 à la bataille de la rivière Thames. Sa mort met fin à la résistance unie des Amérindiens face à l'expansion des colons américains.
- 1815 : Tensquatawa est resté au Canada, mais la plupart de ses partisans ont fait la paix avec les Américains à Indian Springs et sont retournés dans l'Ohio ; plusieurs centaines de Chaouanons du Missouri et de Delawares ont quitté les États-Unis pour s'installer au Texas.
- 1817 : Les Chaouanons ont cédé leurs terres de l'Ohio pour celles des réserves du Missouri par le traité de Fort Meigs.
- 1821 : Les Chaouanons ont cédé leurs terres du Missouri des terres dans l'est du Kansas ; la bande de Black Bob est allée au sud et s'installe dans l'Arkansas.
- 1826 : La bande de Black Hoof de 200 personnes a quitté l'Ohio pour un voyage de deux ans au Kansas qui fut une histoire d'horreur.
- 1831 : 400 Chaouanons Wapaughkonetta et Hog Creek ont cédé leurs terres de l'Ohio en échange de 100 000 acres de la réserve Chaouanons dans le Kansas.
- 1833 : La bande de Black Bob se retire à Olathe, au Kansas.
- 1837 : 85 Chaouanons deviennent bénévoles comme éclaireurs pour l'armée américaine contre les Séminoles en Floride.
- 1839 : Les Chaouanons et les Cherokees sont expulsés du Texas par une force militaire.
- 1845 : Un grand groupe de Chaouanons traditionnels quitte la réserve au Kansas et rejoint les Chaouanons absents près de l'actuelle ville de Shawnee, en Oklahoma.
- 1854 : Dans la loi de Kansas-Nebraska, les Chaouanons ont vendu leurs territoires au Kansas pour des étendues de terres en Oklahoma ; perdant une grande partie de leurs terres à des squatters et la fraude.
- 1861 : Plus de Chaouanons ont servi dans l'armée de l'Union durant la guerre civile ; Kansas reçut le statut d'État.
- 1862 : Les Chaouanons du Kansas et les Delawares attaquèrent l'Agence Confédérée de Wichita en Oklahoma.
- 1864 : La législature du Kansas a demandé le retrait de tous les Amérindiens du Kansas.
- 1867 : La suppression des Amérindiens du Kansas fut essentiellement terminée.
- 1869 : Le Congrès a finalement approuvé la vente des terres du Kansas qui avaient été réservées pour les Chaouanons absents.

### Après la guerre
Plusieurs centaines de Chaouanons du Missouri quittèrent les États-Unis en 1815 et, avec quelques Shawnees du Delaware, établirent des colonies au Texas, alors contrôlé par l'Espagne. Ces traditionalistes avaient décidé de quitter les Grands Lacs pour échapper à l'assimilation et perpétuer leur autonomie. Toutefois cette tribu, qui fut nommée Absentee Shawnee (« Shawnee absent »), a été de nouveau expulsée en 1839, alors que le Texas avait gagné son indépendance trois ans plus tôt. Elle s'installa alors en Oklahoma, près de l'actuelle ville de Shawnee et y a été rejointe en 1845 par les Shawnee du Kansas qui partageaient leurs visions et croyances traditionnelles.
En 1817, les Chaouanons de l'Ohio signèrent le Traité de Fort Meigs qui prévoyait la cession de leurs terres restantes en échange de trois réserves à Wapaughkonetta, Hog Creek (près d'Ada) et Lewistown (ici avec les Sénécas).
Le Missouri rejoignit l'Union en 1821 et, après le Traité de Saint-Louis en 1825, les 1 400 Shawnees du Missouri ont été déportés de Cap-Girardeau au sud-est du Kansas, près de la rivière Neosho. En 1833, seulement la bande de Black Bob résista. Ils s'établirent au nord-est du Kansas près de Olathe et le long de la rivière Kaw près de Shawnee.
Environ 200 des Shawnees de l'Ohio ont suivi le prophète Tenskwatawa et ont rejoint leurs frères et sœurs du Kansas en 1826, mais la majorité suivit Catecahassa, qui a combattu toutes les tentatives d'abandonner la patrie de l'Ohio. En 1831 le groupe Sénéca-Shawnee de Lewistown rejoignit le Territoire indien (l'Oklahoma actuel). Après la mort de Black Hoof, les 400 Shawnees restant à Wapaughkonetta et Hog Creek abandonnent leur terre et se déplacent à la réserve Shawnee du Kansas.
Pendant la Guerre de Sécession, le clan de Black Bob fuit le Kansas et rejoint les Absentee Shawnee en Oklahoma pour échapper à la guerre. Après la Guerre de Sécession, les Shawnees du Kansas furent à nouveau expulsés et se réfugièrent de nouveau en Oklahoma, les Shawnees de l'ancien groupe de Lewistown furent appelés « Shawnees orientaux » et les anciens Shawnees du Missouri sont devenus les « Shawnees loyaux » (en raison de leur allégeance à l'Union pendant la guerre). Le dernier groupe a été considéré comme faisant partie de la nation cherokee par les États-Unis parce qu'ils ont été également connus comme « Cherokee Shawnee ». Aujourd'hui la plus grande partie de la nation shawnee réside toujours en Oklahoma.

## Tribus
À l'origine, les Chaouanons étaient répartis en cinq tribus :
- Chalahgawtha, plus fréquemment nommée Chillicothe
- Hathawekela
- Kispokotha
- Mequachake
- Piqua

En raison des guerres avec les États-Unis d'Amérique aux XVIIIe et XIXe siècles, cette division a changé. Aujourd'hui, trois tribus sont reconnues par le gouvernement fédéral :
- Absentee Shawnee, composée principalement des Hathawekela, des Kispokotha et des Piqua ;
- Chaouanons orientaux, oriental Shawnee ;
- Chaouanons loyaux, ou Cherokee Shawnee, qui auparavant appartenait à la nation cherokee.

Il y a aussi une tribu Chaouanon appelée « United Remnant Band (URB) (en) » qui comprend environ 600 personnes. Ce groupe se réclame de la descendance des Chaouanons rescapés de la déportation de l'Ohio en 1830. Ce groupe n'est reconnu ni par le Bureau des affaires indiennes ni par les trois autres tribus officielles. Mais ils ont été officiellement reconnus par l'État de l'Ohio lors de l'Assemblée générale de 1979. Cette tribu possède des terres dans plusieurs sites en Ohio, dont les Zane Shawnee Caverns près de Zanesfield.

## Les Chaouanons aujourd'hui
Il y a aujourd'hui environ 14 000 Shawnees, la plupart en Oklahoma bien que certains aient migré en Alabama ; au moins quatre groupes de Chaouanons (le Old Town Band, le Blue Creek Band, le Piqua Sept des Chaouanons de l'Ohio et le Shawnee Nation, United Remnant Band) résident en Ohio.

### Pièces commémoratives shawnees
Les Chaouanons ont depuis 2002 l'autorisation de frapper des pièces commémorant leur histoire.

## Personnalités Chaouanons
- Catecahassa, connu sous le nom de Black Hoof (Sabot Noir), était un chef chaouanon respecté et un des adversaires de Tecumseh. Il pensait que les Chaouanons devaient s'adapter à la culture des Blancs s'ils voulaient ne pas être décimés par des guerres incessantes.
- Blue Jacket, également connu sous le nom de Weyapiersenwah, était un important prédécesseur de Tecumseh et un chef dans la Guerre amérindienne du Nord-Ouest. Blue Jacket s'est rendu au général « Mad » Anthony Wayne à la bataille de Fallen Timbers et a signé le Traité de Greenville cédant la plus grande partie de l'Ohio aux États-Unis.
- Cornstalk, le plus important prédécesseur de Blue Jacket, a mené les Shawnees durant la Guerre de Dunmore et a tenté de préserver leur neutralité durant la Guerre d'indépendance des États-Unis.
- George Drouillard (1773-1810), éclaireur pour les expéditions Lewis et Clark.
- Tecumseh, chef Chouanon et son frère Tenskwatawa ont tenté d'unifier les tribus orientales contre l'extension des colonies blanches ; voir aussi la Guerre de Tecumseh. Cette alliance a été brisée par les Américains conduisant à l'expulsion des Chouanons de l'Oklahoma.
- Tenskwatawa (1775–1836), prophète chouanon et le jeune frère de Tecumseh.
- Link Wray (1929–2005), guitariste de rock 'n' roll aux États-Unis, compositeur et chansonnier.

## Prénoms shawnees
Les Chouanons ont donné des prénoms qui prennent souvent ancrage dans la nature qui les entoure, dans les forces surnaturelles qu'ils perçoivent, dans les qualités des personnes, ou bien dans d'autres évènements de la vie, souvent liés à la naissance. Tout comme l'ensemble des peuples amérindiens dont l'étymologie des prénoms est similaire.
- Olathe : prénom féminin qui signifie « belle ».

## Divers
Le scénariste de bandes dessinées René Goscinny s'est documenté sur la civilisation Chouanon pour peaufiner son personnage Oumpah-Pah, dessiné par Albert Uderzo.